# Антонін Пій
Антонін Пій (лат. Titus Aurelius Fulvius Boionius Arrius Antoninus Pius; 86-161) —  римський імператор (138—161) з династії Антонінів.
З 139 року Антонін Пій носив титул «Батько Вітчизни». Мав низку спеціальних титулів перемоги: Britannicus («переможець британський») з 142, Germanicus («переможець германський») з 144 та Dacicus («переможець Дакії») з 156 року.
Агномен Пій, тобто Благочестивий, Антонін одержав за відсутність явних пороків під час правління. Був четвертим з П'яти добрих імператорів. Належав до стародавнього роду з Ланувії, був сенатором столиці. Сучасниками вважався справедливим володарем із доброю вдачею. Упродовж усіх двадцяти років свого правління, протягом яких він із великою пишністю відсвяткував дев'ятисотий ювілейний рік міста Рима, вів оборонну політику розвитку. Продовжував політику Адріана, уникав війн і зводив для укріплення кордонів  оборонні споруди, найвідоміша з яких вал Антоніна, або стіна Антонія. Його дочка вийшла заміж за Марка Аврелія Антоніна. Помер Пій 21 березня 161 року від хвороби, яка перебігала з гарячкою і тривала лише кілька днів. У той час на теренах країни вирувала моровиця можливо чуми («Чума Антоніна»). Отже, не виключено, що саме від неї помер імператор. Крім того, не виключають можливості малярії, черевного тифу, пневмонії. Не маючи спадкоємця по чоловічій лінії, передав владу своєму зятеві.

## Життя до приходу до влади

### Сім'я
Майбутній імператор Тит Аврелій Фульв Бойоній Аррій Антонін народився 19 вересня 86 року у ланувійському маєтку своїх батьків у південно-східній частині Риму. Сім'я його батька, консула 89 року Тита Аврелія Фульва, походила з міста Немаус у провінції Нарбонська Галлія. Дідом Антоніна по батьківській лінії був дворазовий консул і префект Рима Тит Аврелій Фульв. Матір'ю Антоніна була Аррія Фаділла, донька гала за походженням, дворазового консула і друга письменника Плінія Молодшого Гнея Аррія Антоніна і Бойонії Процилли. На його честь було названо Антоніна.
Між 110-м і 115-ми роками Антонін одружився з Аннією Галерією Фаустиною Старшою. За розповіддю «Історія Августів» про Фаустину «було багато розмов через її занадто вільний і легковажний образ життя, але він — тобто Антонін — поклав цьому кінець, хоч і страждав у глибині душі». Фаустина була дочкою дворазового консула Марка Аннія Вера і Рупілії Фаустини (зведена сестра римської імператриці Вібії Сабіни). Фаустина була відома своєю мудрістю, провела усе своє життя у турботі над бідними та знедоленими.
Фаустина народила Антоніну чотирьох дітей — двох синів та двох дочок:
- Марк Аврелій Фульв Антонін (помер до 138 року). Його могильна плита була знайдена у Мавзолеї Адріана в Римі;
- Марк Аврелій Антонін Галерій (помер до 138 року). Його могильна плита була знайдена у Мавзолеї Адріана в Римі, а також його ім'я було на грецькій імператорській монеті.
- Аврелія Фаділла (померла в 135 році) — вийшла заміж за консула-суффекта 145 року Луція Ламію Сільвана. Дітей вони не мали. Її могильна плита була знайдена в Італії.
- Аннія Галерія Фаустина Молодша (між 125 і 130 роком — 175 рік) — майбутня римська імператриця, у 146 році одружилася зі своїм двоюрідним братом,  майбутні імператором Марком Аврелієм.

Антонін жив у юнацтві в Лоріумі на Аврелієвій дорозі, неподалік від Риму. Здається, завжди вважав своїм рідним місцем це місто, тому що згодом він побудував тут палац і провів у ньому останні роки життя. Про його життя до приходу до влади відомо небагато. У трирічному віці Антонін втратив батька; тоді його мати вийшла заміж за консула-суффекта 98 року Публія Юлія Лупа, в шлюбі з яким народилися дві дочки: Аррія Лупулла і Юлія Фаділла. У дитинстві Антоніна виховували обидва його діди. Чоловічу тогу, яка свідчила про досягнення зрілості, Антонін надів у 100 році або на початку 101 року, ймовірно, на свято лібералів у березні 101 року. Після цього він, що було природно для нащадків знатних імен, почав кар'єру.

## Кар'єра
Першими постами, які займав Антонін, були, очевидно, посади військового трибуна і вігинтивіра. Автор біографії Антоніна в «Історії Августів» Юлій Капітолін повідомляє, що він обіймав посади квестора, під час якої виявив щедрість, претора (призначення на це місце він пишно відсвяткував) і ординарного консула.
Після свого консульства в 120 році Антонін, в силу свого характеру, вийшов у відставку і вирушив вести спокійне життя в заміський будинок. Але йому не дозволили залишатися довго вільним від посад. Незабаром імператор Адріан включив його до складу колегії з чотирьох консулярів, яким доручив керувати італійськими судовими округами, при чому свої обов'язки Антонін виконував у таких багатих областях, як Етрурія і Умбрія, де знаходилися імператорські маєтки. Ця посада мала велике значення, особливо під час відсутності імператора в Італії, і, хоча не давала військової влади, була високою нагородою для своїх власників. На неї міг бути призначений тільки лояльний і той, хто заслуговує на довіру людей.
Під час правління Італією, як розповідає знову ж таки «Історія Августів», Антоніну «було дано знамення чекати його імператорської влади». Чудову репутацію він отримав під час керування Азією як проконсул між 133-м і 136-ми роками. Існує історія, що ніби-то під час свого проконсульства він побився з найвідомішим софістом того часу Геродом Аттиком на горі Іда. Після повернення з провінції Антонін увійшов до складу відновленої імператорського ради. Він завжди виступав прихильником м'яких заходів при вирішенні будь-яких питань. Він здобув прихильність імператора Адріана.
Антонін зробив прекрасну кар'єру і міг би піти у відставку, але події 138 року радикально змінили його майбутнє. У січні 138 року названий син і спадкоємець імператора Луцій Елій Цезар раптово помер від хвороби. Адріан зустрівся з сенатом і вирішив усиновити й оголосити спадкоємцем Антоніна, якому дав час подумати над пропозицією. Нарешті, після тривалих роздумів Антонін прийняв його і 25 лютого був усиновлений Адріаном, отримавши повноваження трибуна і проконсула. Крім того, Адріан поставив однією з умов усиновлення Антоніном Марка Аннія Віра і Луція Вера, сина покійного Елія Цезаря, для продовження династії. На честь Антоніна була випущена серія монет, на яких він іменувався Титом Елієм Цезарем Антоніном. Згідно з розповіддю Евтропія, після усиновлення Антонін роздав своє майно на платню воїнам і допомогу друзям.

## Правління
Коли Адріан помер 10 липня 138 року і був похований у однойменному мавзолеї. Антонін мирно сів на престолі названого батька. Останніми роками правління Адріан підірвав свій авторитет сенату тим, що урізав його повноваження і деяких сенаторів стратив, тому сенат вирішив пам'ять імператора піддати прокляттю. А це, у свою чергу, ставило під сумнів легітимність влади Антоніна. Тому його правління почалося із деяких труднощів, тому, коли він вирішив обожествити свого попередника, сенат виявився проти. Врешті решт через страх втручання армії сенат відступив, але добився відміни непопулярної посади виїзних суддів, які діяли на території самої Італії. У результаті за свої зусилля імператор отримав прізвисько «Пій» (лат. pius — благочестивий).
«Історія Августів» дає п'ять варіантів причин отримання прізвиська:
1. Антонін на очах сенату простягнув руку, щоби підтримати свого тестя;
2. Він зберіг життя усім, кого за наказом Адріана повинні були стратити;
3. Імператор удостоїв покійного Адріана різноманітних почестей;
4. Він не допустив, щоби Адріан покінчив життя самогубством;
5. Антонін від природи був дуже милосердним.

Найбільш вірогідною є третя версія. У 139 році Антоній Пій за римським звичаєм прийняв титул «Батька Батьківщини», хоча  спочатку хотів від нього відмовитися. Однак імператор відхилив пропозиції сенату перейменувати вересень в антонін, а жовтень у фаустин — на честь себе та своєї дружини. Фаустина Старша отримала від сенату титул Августи. Відомо, що Антоній Пій лише один раз покинув межі Італії за весь час свого правління, живучи постійно на своїй віллі у Ланувії. Основними принципами його правління були «лат. aequitas, felicitas, fides» (справедливість, щастя, вірність). При ньому провінції досягли свого розквіту. Однією із головних чеснот правління Пія було те, що він був легкодоступним для усіх своїх підданих. Антонін Пій вирішував деякі суперечки, що виникали в провінціях. Ось один із прикладів: деякі громадяни Фів були в суперечці із містом Платеї через певні землі, що знаходилися між їхніми містами. Бувши не в змозі розв'язати це питання самостійно, вони винесли його на суд імператора, і останній вдовольнив їхнє прохання.

## Внутрішня політика
При вступі на престол імператор скасував цілком для жителів Італії і наполовину для провінціалів податок, призначений із приводу його усиновлення. Коли дружина імператора Фаустина померла в 141 році, це стало великим ударом для імператора, який палко її кохав, як ми знаємо з його власних слів. У Сардах був заснований культ Фаустини і Артеміди. Крім того, була викарбувана серія монет із портретом Фаустини і створений благодійний фонд для допомоги дівчаткам-сиротам Італії, названий «Фаустинські дівчинки» (лат. Puellae Faustinianae). Імператор наказав своїм прокураторам проявляти помірність при зборі податків, а з тих, хто перевищував допустиму міру, він вимагав звіту про вчинені ними дії. Він був завжди готовий прислухатися до заяв, поданих провінціалами на своїх прокураторів, і будь-якого винного примушував повернути награбоване їх власникам.
У 148 році в Римі були відзначені 900-річчя з дня заснування міста і десятиліття правління Антоніна Пія. На честь цих подій у столиці були організовані грандіозні ігри, які тривали протягом декількох днів. До Риму привезли на огляд публіки безліч екзотичних тварин, зокрема слонів, жирафів, тигрів, носорогів, крокодилів і гіпопотамів. Народу роздавали подарунки. Була випущена серія монет, де відзначалися походження римлян від троянців, латинян, сабінян і заслуги богів, які захищали місто. Монети, які пов'язані з Енеєм, Ромулом, Нумой Помпілієм і Октавіаном Августом, побічно називаючи Антоніна наступником цих чотирьох правителів. У зв'язку з витратами на святкування імператор знизив кількість срібла в денарії з 89 % до 83,5 %, тобто фактична маса срібла зменшилася з 2,88 грамів до 2,68 грамів. Збиток імперської скарбниці також наносили масові стихійні лиха, що розоряли мало не цілі провінції. На островах Егейського моря і в Малій Азії стався ряд землетрусів. Від спустошливих пожеж постраждали такі великі міста, як Рим, Нарбонна, Антіохія, Карфаген.
Імператор використовував власні кошти для розподілу серед голодуючих: масла, зерна і вина. Допомагав відновлювати Рим, який постраждав внаслідок пожежі, а також надавав допомогу провінціям. Відомо, що до моменту смерті Антоніна в 161 році в римській скарбниці перебувала величезна сума в 675 мільйонів денаріїв.
Діяльність у юриспруденції, яка ознаменувала правління Антоніна Пія, підготувала ґрунт для розквіту римського права на початку III століття. В області законознавства імператора турбувала проблема рівності станів, і в зв'язку з цим він ввів у римське право багато важливих нових принципів, заснованих на цьому понятті. Тут Антонін Пій допомагав п'ятьом відомим юристам того часу: Луцію Фульвію Ебурнего Валента, автор правових трактатів; Луцій Волузій Меціан, автор великої роботи «Fidei commissâ» (Заповідальні трасти); Луцій Ульпій Марцелл, плідний письменник. Марк Гавий Максим, займав пост префекта преторія двадцять років, тоді як навіть намісники провінцій зазвичай утримувалися на своїх місцях менш десяти років. Уже в той час було видно, що з'явилася тенденція полегшення становища рабів, і цю тенденцію старанно підтримував Антонін Пій. Принцепс зробив деякі заходи для полегшення процедури звільнення рабів. За наказом імператора вбивство пана свого рабом було прирівняне до звичайного вбивства. Крім того, з'явилося важлива постанова, що раби, які шукали притулку в храмах, біля статуй імператорів від гніву своїх панів, не поверталися колишнім господарям. У кримінальному праві Антонін Пій ввів важливий принцип, що обвинувачені не мають розглядатися як винні до судового процесу. Він також затвердив поняття, що суд і приведення вироку у виконання повинні відбуватися там, де було скоєно злочин.
Закони Антоніна, деякі з яких цитуються Дігестами візантійського імператора Юстиніана I, були для тих часів досить гуманними, що пояснюється впливом стоїцизму і грецької філософії. Антонін також приділяв увагу становому поділу. За часів імперії почесні громадяни поділялися на два класи: «humiliores» (люди низьких звань) і «honestiores» (люди вищих звань). Важливим фактором у стратифікації цих двох класів було багатство. Honestiores були багатими, а humiliores бідними. При Антоніні це неписане правило стало законом.

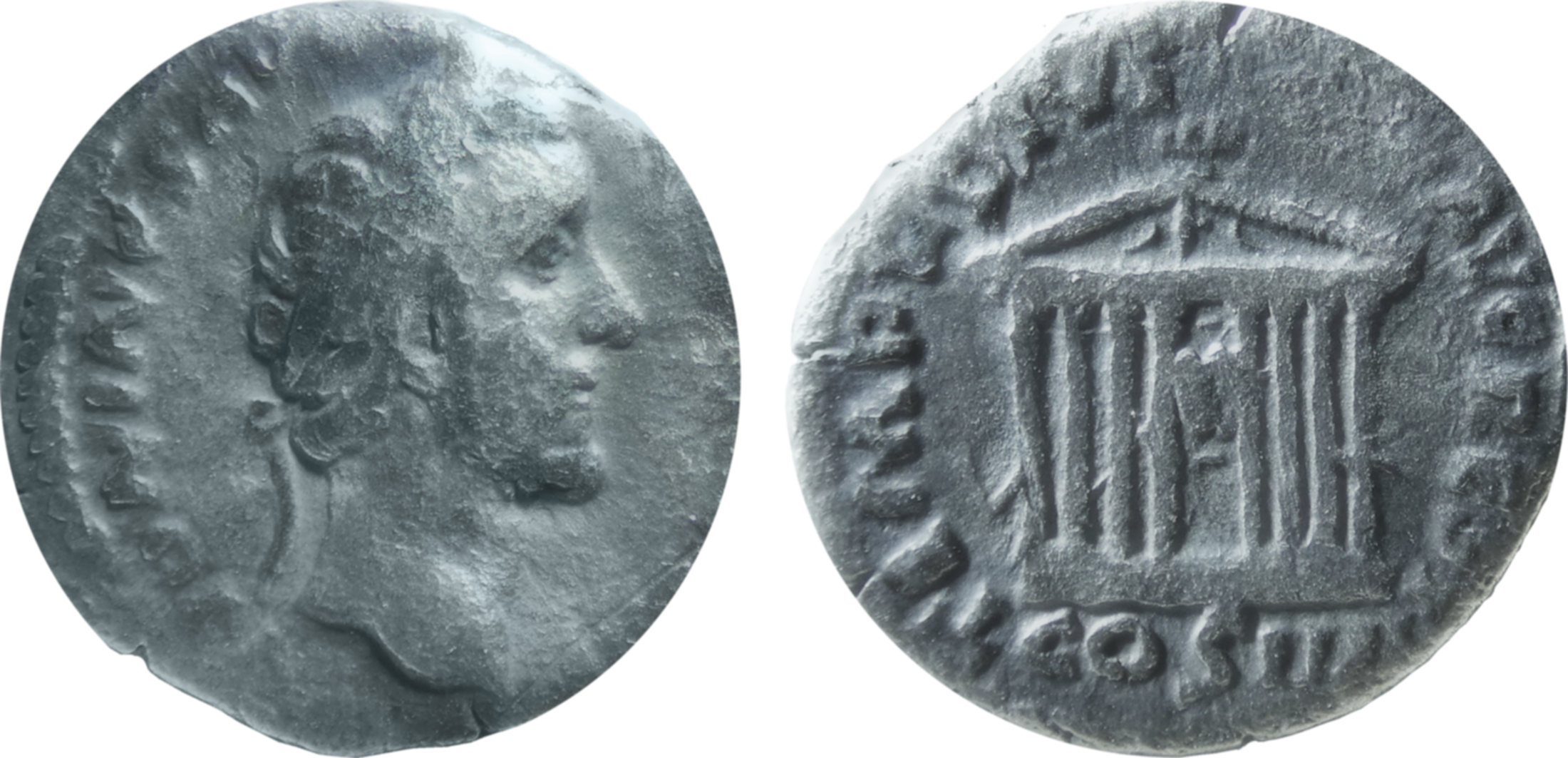
Денарій Антоніна Пія із зображенням відновленого ним храму божественних Августа і Лівії, 158 рік

Також Антонін Пій був відомий своєю будівельною діяльністю, хоча вона не була такою яскравою, як у його попередників. Антонін завершив будівництво Мавзолею Адріана неподалік від Тибру, побудував храм на честь божественного Адріана на Марсовому полі й Фаустини на форумі. Крім того, він відреставрував старий фундамент мосту в Римі (лат. Pons Sublicius), Грекостадіум і Колізей. Тоді ж відбулося відновлення храму Божественного Августа в Римі, що було відзначено на монетах. За повідомленнями Павсанія, під час правління Антоніна Пія було побудовано кілька храмів неподалік від Епідавра. Також кілька храмів у рідному місті імператора Ланувії.
На відміну від своїх двох попередників, Траяна і Адріана, Антонін Пій був глибоко релігійною людиною і поклонявся тільки споконвічно римським богам. Однак, попри це, імператор практично не переслідував християн, але і не скасував заборони на їх організацію.
За часів Антоніна переслідування християн проводилися в Ахаї, де був убитий єпископ Афінський Публій. На епоху його правління припадає мучеництво трьох християн — Птолемея і двох мирян, які мали однакову ім'я Лукій. Птолемей був звинувачений у тому, що нібито сприяв переходу дружини одного знатного римлянина в християнство. А два Лукія спробували опротестувати рішення суду у справі Птолемея, за що і загинули. Євсевій Кесарійський розповідає, що при Антоніні під час гонінь в Азії помер мученицькою смертю через бунт простого населення глава Смірни церковної громади єпископ Полікарп. Загалом уряд Пія продовжувало слідувати політиці невтручання Траяна і Адріана. Християн влада не переслідувала, якщо у них не було проти нього будь-якого конкретного звинувачення.
Антонін намагався почати релігійне відродження, яке було б спрямоване на повернення старого республіканського духу шанування богів грецької та римської міфології. Крім того, той факт, що дев'ятсотліття Риму випало на правління Антоніна, дало можливість нагадати народу про релігійні вірування ранньої Республіки. Протягом правління Антоніна карбувалися монети, ілюстрували епізоди старої міфології і особливо діяння Геракла в Італії. Крім того, такі освячені віками релігійні корпорації, як арвальські брати, отримали велику підтримку і посіли особливе місце в правлінні Пія. Як вважав історик Е. Брайант, це пов'язано з тим, що записи актів арвальских братів особливо бережно зберігалися в той час. Однак спроби відродження старої релігії були приречені на провал. Чимраз більше людей зверталося до культів Великої Матері й Мітри.
Попри імперську пропаганду, в якій зазначалося мирна римська держава, правління Антоніна не обійшлося без внутрішніх і зовнішніх конфліктів. Його правління було найспокійнішим за всю історію принципату, основним засобом вирішення конфліктів була дипломатія. Антонін Пій не був воєначальником, він не мав ніякого досвіду у військовій справі, а всі війни вів через своїх легатів. Командуванням армією в той момент завідував префект преторія Марк Гавій Максим, який обіймав цю важливу посаду майже весь період правління Антоніна — 20 років (з 138 по 158 рік). Армія як і раніше відігравала значну роль в імперії, її завданнями були розширення і захист держави.
Імператорські легати збільшили плату легіонерам, але обмежили права військово-морського флоту і моряків-ауксіліїв. З цього моменту діти солдатів, які не мали римське громадянство, отримували його тільки після того, як вони самі запишуться до легіону. Це спонукало жителів ставати легіонерами.

## Зовнішня політика

### Похід у Південну Шотландію
Військова діяльність римлян у Британії, була протиставлена бездіяльності в інших провінціях імперії. Тут політика разюче відрізнялася від політики попередника Антоніна Адріана, за наказом якого був зведений вал, що носив його ім'я. У 139 році імператор призначив на пост легата провінції Британія Квінта Лолі Урбіка. До цього Урбік брав участь у придушенні повстання Бар-Кохби під начальством Юлія Севера, потім, після виконання обов'язків консула в 135 році, був намісником Нижньої Німеччини. У 140 році в провінції спалахнуло повстання племені бригантів, яке було придушене. Після цього Урбік почав активні наступальні дії в Північній Британії. Точні причини кампанії невідомі, але це скоріш за все було бажання Антоніна дістати славу завойовника. Легат здобув ряд перемог і кордон Римської Імперії просунувся вглиб острова. У 142 році почалося будівництво оборонного валу в найвужчому місці між затоками Ферт-оф-Форт і Ферт-оф-Клайд, який був 58-кілометровою стіною з торфу, що стояла на фундаменті з каменів шириною чотирнадцять футів і здіймалася над глибоким ровом. Основні роботи велися силами солдат трьох римських легіонів: XX Переможного Валеріева, VI Переможного і II Августа. На південь від стіни проходила військова дорога, вздовж якої знаходилися через кожні дві милі невеликі форти з гарнізонами, оточені насипами і канавами.
Ці досягнення спонукали Антоніна Пія прийняти в 142 році, почесний титул «Imperator II». Однак завойовані території не залишалися спокійними. У 154 році спалахнуло повстання, заколотником якого стало плем'я бригантів, що спричинило тимчасове відведення частини армії від вала Антоніна, а в результаті частина оборонних споруд була зруйнована повсталими. Напис із Тенеста розповідає про прибуття до Британії підкріплень із Німеччини при наміснику Юлії Вірі. Цілком ймовірно, що саме ці події підштовхнули Антоніна до рішення про переселення більшої частини населення з місцевості між двома валами в Німеччину на берег річки Неккар для захисту тамтешніх кордонів імперії. Енергійна політика Антоніна в Британії забезпечила цій провінції мир і процвітання протягом шістдесяти років. Цей факт дозволяє припустити, що якби імператор проводив такі ж кампанії на дунайському та східному кордонах, то це дозволило б уникнути неприємностей його наступнику. За правління Марка Аврелія, приблизно в 160-х роках, вал Антоніна був залишений, хоча римська влада над деякими фортецями зберігалася ще до кінця 170-х років.

### Рейнський і дунайський кордон
Для посилення оборони намісник Верхньої Німеччини Гай Попілій Кар Педоном побудував нові укріплення в районі Декуматських полів, як-от дерев'яні й кам'яні вежі. Немає ніяких відомостей про те, що ці землі були завойовані. Цілком можливо, що причиною їх завоювання були не військові, а економічні, бо ця територія мала велике сільськогосподарське значення. Загони, що стояли в Аквілії, були переведені в центр нової області — Аален. Відомо, що дунайські племена квадів отримали нового правителя за згодою Антоніна Пія, що було відзначено монетами з написом «REX QUADIS DATUS» («Король, даний квадам»), які карбувалися в період з 140 по 144 рік.
Отже, близько 155 року межа верхньо-німецького кордону була посунута на 30 миль на схід від північної частини оборонних укріплень римлян. Старий кордон проходив по річці Майн через Вікус Алісіненсіум і річки Неккар, а новий через Мільтенберг-Ост і Вельзеум. Для посилення оборони намісник Верхньої Німеччини Гай Попілий Кар Педон побудував нові укріплення в районі Декуматських полів. Це було останнє розширення німецьких територій на схід. Там були побудовані нові поселення і дороги.
Того часу, перетнувши Дунай слов'янсько-сарматські загони костобоків дішли аж до Елатеї в Фокіді, але були розгромлені. Про цю подію відомо з праць географа Павсанія. Це був один із перших задокументованих випадків, коли північні племена змогли вторгнутись так далеко в центральну провінцію Римської імперії. Але цілком можливо, що рейд був занадто несподіваним, і римські війська не встигли на нього відреагувати. Таке вторгнення, якщо воно дійсно мало місце, було сигналом для великого занепокоєння для держави на майбутнє.
Для розвитку й захисту Дакії Антонін Пій ініціював низку важливих заходів. Велика кількість путівних (мильових) каменів, що датуються його правлінням, вказують, що імператор особливу увагу приділив стану й розбудові шляхів. Знайдені цеглини показують, що амфітеатр в Ульпія Траяна, побудований у перші роки існування колонії, був відремонтований при Антоніні. Крім того, в той же час був перебудований і укріплений муніціпіум Пороліссум.
Після повстання, що сталося близько 158 року, Антонін Пій ухвалив рішення реформувати Дакійські провінції. Реформа проводилася Дакійським намісником Марком Стацієм Пріском. Дакія Пороліська зі столицею в Пороліссумі була залишена без змін. Верхня Дакія була перейменована в Дакію Апулейську (територія сучасного Банату) зі столицею в Апулумі, а Нижня Дакія була перетворена в Дакію Мальвську (територія сучасної Олтенії) зі столицею в Ромулі. Все це було зроблено, щоб здійснювати більш ретельний контроль за всіма галузями життя провінції. Відомо також, що в цей період був розгромлений наступ сарматів, які були покликані на допомогу повсталими даками.

### Конфлікт із маврами і ситуація в Іспанії
Між 144 і 152 роками маври вдерлися в північноафриканські провінції Мавретанію Цезарійську і Мавретанію Тингітанську. Разом із ними напали і банди мародерів. Конфлікт досяг свого піку в 145 році, коли в Мавретанію було надіслано допомогу з ряду європейських провінцій, а замість звичайного прокуратора Антонін Пій призначив керувати обома провінціями сенатора. В результаті були побудовані нові укріплення і відремонтовані старі. Роботи були виконані підрозділами VI Залізного легіону під керівництвом нумідійського намісника Прастіни Мессаліна. У той же час або трохи пізніше було розпочато будівництво акведука, який був призначений для постачання води в Ламбез із довколишніх пагорбів. Але роботи велися повільно через загрозу нападу бандитів. У результаті акведук був ще не завершений в 152 році, хоча в Ламбезі дислокувався легіон для захисту району. Про конфлікт із маврами античні джерела зберегли мізерну інформацію. Відомий, наприклад, напис, що повідомляє про участь паннонських загонів в «експедиції в Мавретанію Цезарійську» (лат. Expeditione ad Mauritania Caesariensis) або про префекта допоміжних військ Тита Варія Клемента з Іспанії. До 150 року конфлікт був практично завершений.
За повідомленням Остійских Фаст, у вересні 145 року Корнелій Присціан на засіданні сенату був визнаний винним у підбурюванні до заворушень в Іспанії. «Історія Августів» містить коротку згадку про цю подію: «Загинув і Присціан, звинувачений у прагненні до тиранії, але добровільною смертю», додавши, що імператор заборонив будь-яке розслідування, пов'язане з цим інцидентом. З тієї ж причини і з тими самими наслідками був засуджений і консул 127 року Тит Атілій Руф Тиціан. Цілком можливо, що ці люди організували змову, метою якого було повалення Антоніна Пія. Можливо, що Присціан зробив спробу до цього за допомогою мавретанських військ, що проходили через Іспанію.

### Повстання в Греції, Єгипті та Юдеї
Відомо, що в правління Антоніна Пія в грецькій провінції Ахайя було піднято повстання, яке було придушене, але про його подробиці практично нічого невідомо. В Єгипті введення повинностей у вигляді важких примусових робіт призвело до того, що місцеві жителі почали кидати насиджені місця. Зрештою все це завершилося сутичками і вилилося в збройне повстання в 152—153 роках, під час якого був убитий намісник провінції Динарх. Через це імператор навіть був змушений покинути Італію. Імператор відвідав, ймовірно, в 154 році Александрію і сирійську Антіохію. Однак повстання не було сильним, і місцева єгипетська армія, що складалася з II Безстрашного Траянового легіону і допоміжних частин, незабаром розгромила повстанців. Події в Єгипті позначилися на доставці в Рим зерна, що викликало хвилювання столичних жителів. Щоб заспокоїти населення, Антоніну довелося влаштувати роздачу провіанту своїм коштом. Після завершення повстання в Олександрії було зведено кілька будівель. У Рим Антонін повернувся наприкінці 157 року. За повідомленням Іоанна Малали, він побував у Лаодикії, Кесарії і Геліополі.
У 152 році в Юдеї спалахнуло повстання, інформації про яке дуже мало. Також імператор дозволив юдеям сповідувати їх релігію, однак поставив їм умову, щоб вони відмовилися від залучення прозелітів. Він дозволив їм обрізати своїх синів, але не дозволяв їм надавати цьому звичаю церемоніального характеру, тим самим послабивши позиції юдаїзму, що суперничав із розповсюдженням християнства. Далі, для зміцнення заходів, за якими юдеям під страхом смертної кари було заборонено входити в Єрусалим, навколо міста були посилені військові пости. Відомо також про те, що як тільки в Юдеї дізналися, що імператором став Антонін Пій, вони негайно ж відправили посольство на чолі з рабином Юдою Бен-Шаму з клопотанням про поліпшення їхнього економічного становища. Завдяки заступництву однієї впливової матрони посли удостоїлися схвального прийому в імператора. У серпні 138 або 139 року імператор дозволив поховати всіх юдейських солдатів і мучеників, які полягли в битві з римлянами під час правління Адріана і яких під страхом найсуворішого покарання заборонено було ховати.

### Східний кордон: Вірменія і Парфія
У зовнішній політиці, що стосувалася східних держав, Антонін Пій намагався зберегти мир. У його правління іберійський правитель Фарсмана II відвідав разом із дружиною Рим, де був прийнятий із почестями імператором, який подарував йому деякі землі. У Лазіці за велінням імператора правителем був призначений Пакор. Відомо, що парфянский цар Вологез III готував війну проти Римської імперії при Антоніні, але почав її тільки при наступників Пія Марка Аврелія і Луції Вері. Причиною тому було бажання повернути під парфянське панування вірменський престол. Однак із боку римлян надійшла категорична відмова, і парфяни почали нападати на сусідні з Вірменією землі.
Тільки наприкінці свого правління Антонін Пій вирішив влаштувати похід проти Парфянского царства. Знайдений у середньоіталійському місті Сепінумі напис розповідає, що імператор відправив свого легата Луція Нерація Прокула в Сирію з підкріпленням і дорученням підготувати війну проти Парфії. Відомо, що Антонін запобіг нападу парфян на Вірменію і відбив кілька набігів аланів. У Боспорському царстві правителем він поставив Реметалка, а в Ольвію посилав допомогу проти тавроскіфів (можливо, під цією назвою малися на увазі алани). Тавроскіфи були розбиті, і у них як застава майбутнього миру були взяті заручники. Все це свідчить про те, що римляни продовжували уважно стежити за становищем у цих регіонах. За повідомленням Псевдо-Аврелія Віктора, до Антоніна надсилали посольства з Індії, Гирканиї і Бактрії.

## Зовнішність та особисті якості
Ось що повідомляла «Історія Августів» про зовнішність Антоніна Пія:
Високий зріст надавав йому імпозантності. Але оскільки він був довгим і старим, то стан його зігнувся, тож,  щоб ходити прямо, він прив'язував собі на груди липові дощечки.
Аврелій Віктор так писав про імператора:
Він був настільки справедливий і мав таку добру вдачу, що ясно цим довів, що ні світ, ні тривале дозвілля не псують деяких характерів, і що міста можуть благоденствувати, якщо тільки управління їх буде розумним.
Антонін Пій був другим імператором після Адріана, який мав бороду. Одним із найкращих його портретів є байський бюст у Національному музеї в Неаполі, який датують першими роками його правління. Імператор зображений у плащі, накинутому поверх обладунків та скріпленому на правому плечі застібкою. Особливо підкреслені спокій і стриманість, благородна і представницька зовнішність. Ідеалізація образу правителя узгоджується з реалістичною передачею рис обличчя — глибоко посаджених, притінених очей, і досить сильно висунутого вперед підборіддя.

## Смерть
Антонін Пій помер на своїй віллі в Лоріумі від чуми, яка вирувала тоді в Римській імперії («Чума Антоніна»), 7 березня 161 року на 75-му році життя. Перед смертю імператор зібрав двох префектів преторія, Луція Фабія Вікторина і Секста Корнелія Репентіна, і в їхній присутності призначив Марка Аврелія своїм наступником, проте жодного разу не згадав Луція Вера. Потім наказав прибрати золоту статую Фортуни, що стояла в імператорській опочивальні, і передати її Марку Аврелію як наступнику. Трибуну преторіанської когорти він дав пароль «самовладання» (лат. Aequanimitatis), а потім, відвернувшись від них, помер. Його кінець, як сказав історик Квадрат, був найбільш мирним як солодкий сон. У Римі були влаштовані пишні похорони, на Марсовому полі склали похоронне багаття, в центрі якого лежав імператор у колісниці. Як тільки багаття було підпалене, випустили орла, що символізувало обожнювання померлого імператора. Потім Марк і Луцій сказали надгробні промови на Форумі. Битви гладіаторів у Колізеї були невіддільною частиною урочистостей. Пізніше на його честь було збудовано тріумфальну арку, а храм Фаустини був переосвячений як храм Антоніна і Фаустини.

## Галерея

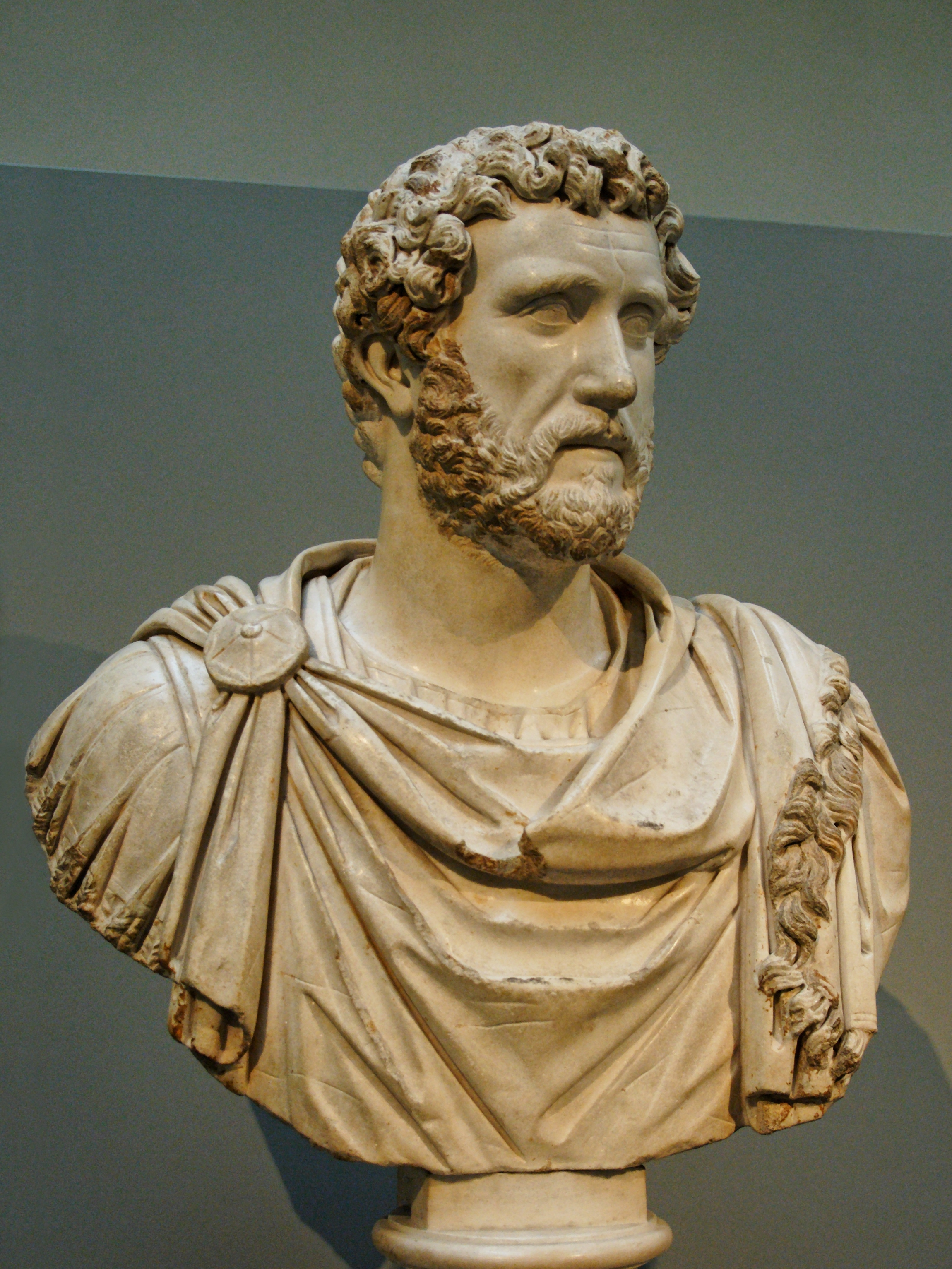
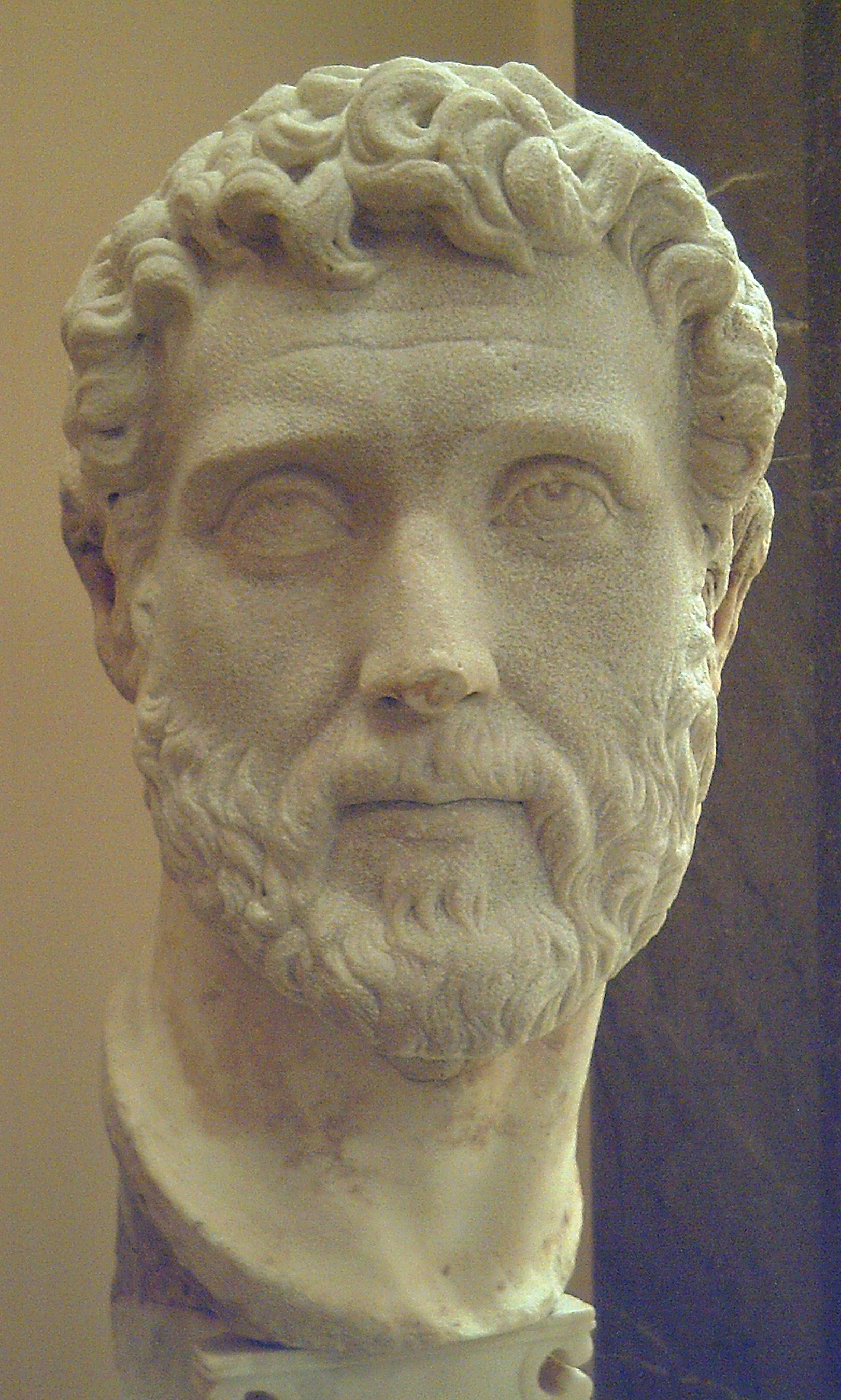
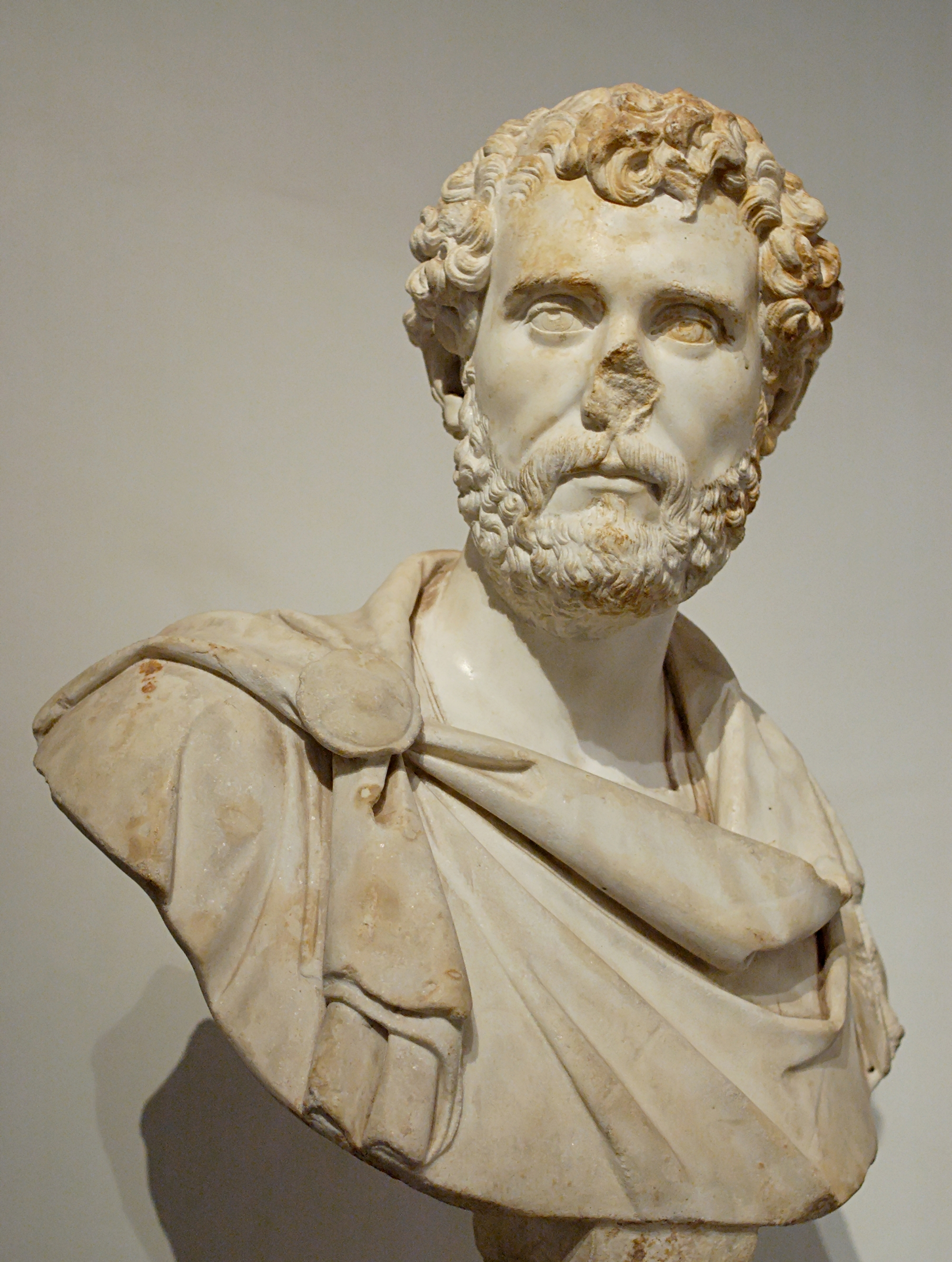
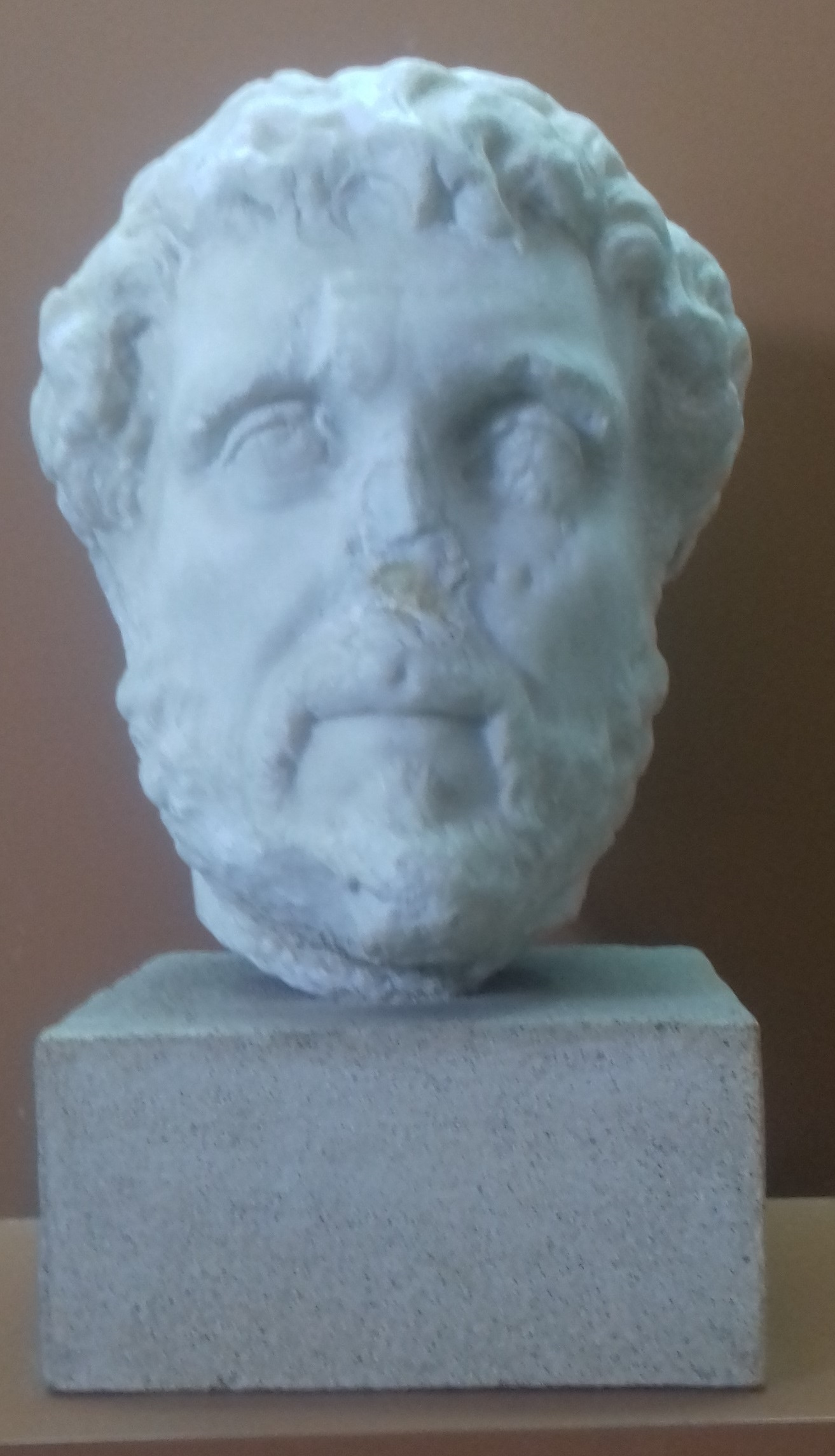